# هايلي وولف
هايلي وولف (بالإنجليزية: Hayley Wolff)‏ هي متزحلقة حرة أمريكية، ولدت في 1964 في الولايات المتحدة.

## وصلات خارجية
- هايلي وولف على موقع الاتحاد الدولي للتزلج (التزلج الحر) (الإنجليزية)